# Oksana Akinchina
Oksana Aleksandrovna Akinchina (en russe : Оксана Александровна Акиншина) est une actrice russe née le 19 avril 1987 à Saint-Pétersbourg.

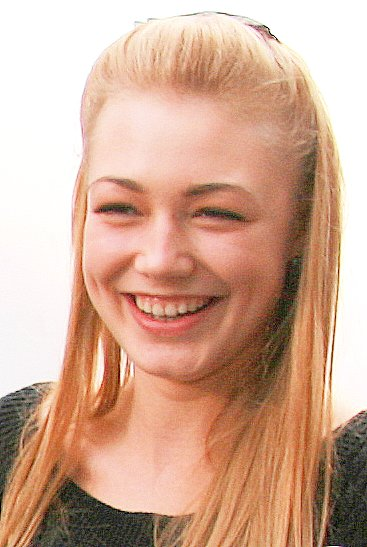
Tournage de Les Zazous.

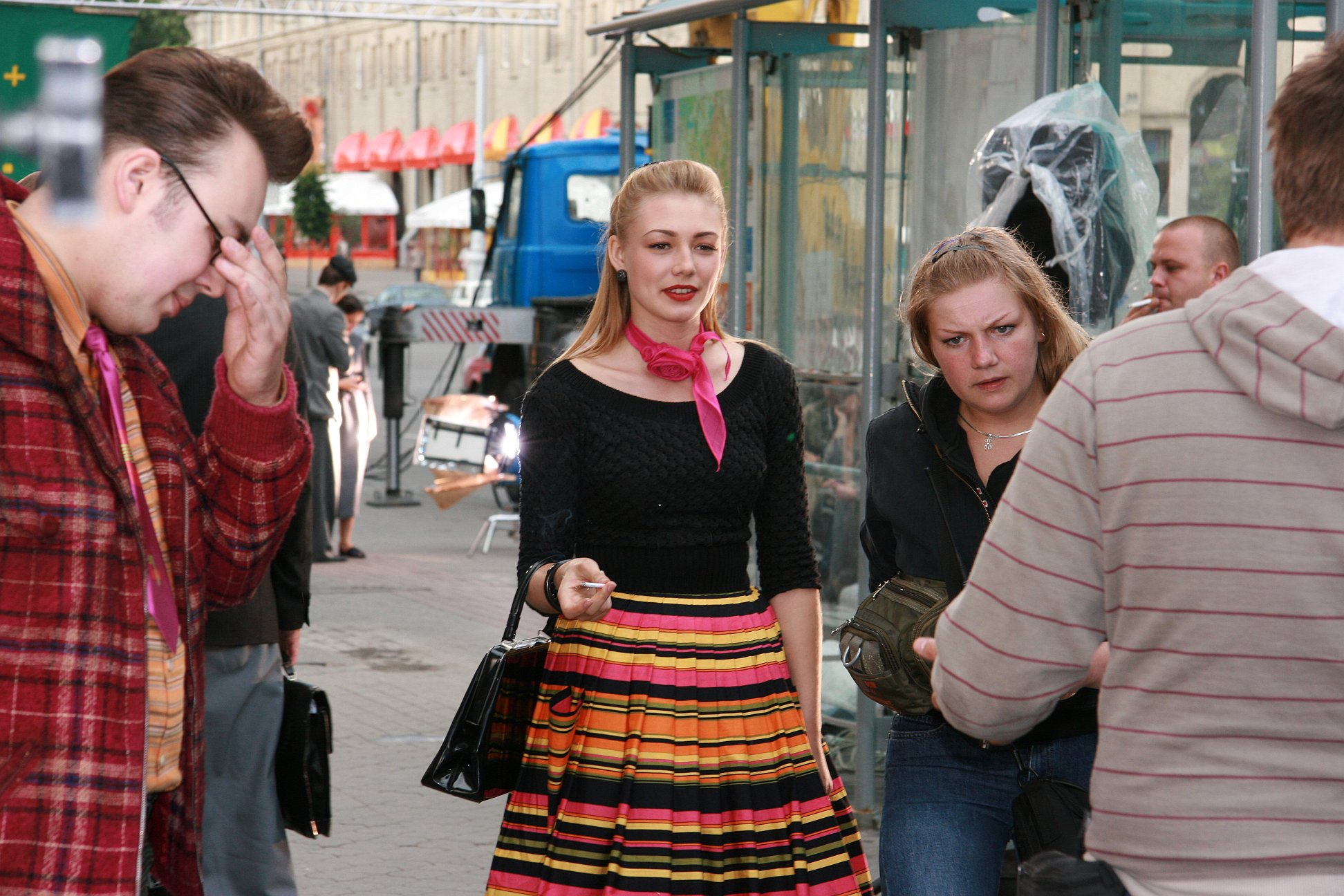
Tournage de Les Zazous.

## Biographie
Découverte par Sergueï Sergueïevitch Bodrov (fils de Sergueï Bodrov), elle fait ses débuts dans le film de celui-ci, Les Sœurs, en 2001. Elle est ensuite choisie pour interpréter la jeune Lilya dans le film du suédois Lukas Moodysson, Lilya 4-ever, qui lui ouvre une carrière internationale. En 2004, elle apparaît dans le film hollandais Le Sud (nl), de Martin Koolhoven, et dans La Mort dans la peau avec Matt Damon. Son rôle dans Lilya 4-ever lui vaut d'être nommée cinq fois et élue quatre fois « Meilleure actrice » dans cinq festivals.
Elle est membre du jury du festival Kinotavr 2018.

## Filmographie

### Cinéma
- 2001 - Les sœurs (Сестры) de Sergueï Sergueïevitch Bodrov : Sveta ; récompense : « Meilleur premier film » Prix de la Guilde des historiens et critiques de cinéma (Moscou, 2001) ; nomination : Festival international des premiers films (Moscou, 2013)[3] ;
- 2002 - Lilya 4-ever de Lukas Moodysson : Lilya ; récompenses : « Meilleure actrice » : Festival international du film (Gijón, 2003), Festival du cinéma nordique (Rouen, 2003), Guldbagge Awards et Festival international du film (Stockholm, 2003)[4] ;
- 2002 - En mouvement (ru) (V dvizhenii) de Filipp Yankovski : Ania ; récompenses : « Meilleure image » et « Découverte de l'année » Nika (Moscou, 2002), « Prix du public » Kinotavr (Sotchi, 2003) ; nominations : Festival du cinéma russe (Honfleur, 2003), Quinzaine du cinéma russe (Strasbourg, 2004), Festival du cinéma russe (Limoges, 2006), Festival de cinéma russe (Moscou, 2010)[5] ;
- 2003 - Le Sud (nl) de Martin Koolhoven : Zoya ;
- 2004 - Jeux des Éphémères (Igry motylkov) d'Andreï Prochkine : Zoyka ; récompenses : « Meilleure musique » Prix de la Guilde des historiens et critiques de cinéma (Moscou, 2004), « Meilleur rôle masculin » (Alekseï Tchadov) Festival de cinéma russe (Moscou, 2004), « Prix du public » Festival Pacific Meridian (Vladivostok, 2004)[6] ;
- 2004 - La Mort dans la peau de Paul Greengrass : Irena Neski ;
- 2006 - Moscow Zero de Maria Lidon : Lyuba ;
- 2006 - Compte à rebours (en) (Obratnyy otschet) de Vadim Chmelev : Anna ; nominations : Festival de cinéma russe et Uppsala 'KinoRurik' (Stockholm, 2007)[7] ;
- 2006 - Wolfhound, l'ultime guerrier (Волкодав из рода Серых Псов) de Nikolaï Lebedev : Princesse Hélene ; récompense : « Meilleurs décors » Prix de l'Aigle d'or (Moscou, 2008) ; nominations : Festival Fantasia (Montréal, 2007), Festival international du film (Copenhague, 2007), Kinotavr (Sotchi, 2007)[8],[9] ;
- 2008 - Les Zazous (Stilyagi, Hipsters en anglais) de Valeri Todorovski : Polza (Polly) ; récompenses : « Meilleurs décors » Nika (Moscou, 2008), « Grand prix » Festival international du film du Moyen-Orient (Abou Dabi, 2009), « Meilleurs décors » Prix de la Guilde des historiens et critiques de cinéma (Moscou, 2009), « Prix du public » Festival de cinéma russe, (Nantes, 2010), « prix du public » des Rencontres avec le cinéma russe, (Limoges, 2010) et « Meilleur film de fiction », « Meilleur scénario » et « Meilleur second rôle masculin » (Sergueï Garmach) au Aigle d'or (Moscou, 2010) ; nominations : 43 autres festivals[10] ;
- 2008 - Oiseaux de paradis (en) de Roman Balaïan (Rayskie ptitsy) : Katya ; nominations : Festival de cinéma russe (Moscou, 2008), Festival international de cinéma Pacific Meridian (Vladivostok, 2008), Festival de cinéma russe (Riga, 2008), Festival de cinéma russe au Toursky (Marseille, 2009), Festival du cinéma de Russie et des pays de la CEI (Tbilissi, 2010), et L'Abricot d'Or (Erevan, 2011)[11] ;
- 2008 - Ennemi numéro un (Vrag nomer odin) : Katia ;
- 2009 - Je (Ya) d'Igor Volochine (ru) : Nina ; récompense : « Meilleure image » Kinotavr (Sotchi, 2009) ; nominations : Kinotavr (Sotchi, 2009), SIFF, (Seattle, 2010), KVIFF, (Karlovy Vary, 2010), Mostra, (São Paulo, 2010), Berlinale (Berlin, 2010), Ciné-Forum international (Saint Pétersbourg, 2011) et Festival de films russes : Spoutnik au dessus de la Pologne (Varsovie, 2012)[12] ;
- 2010 - Blizzard (Probka) : Varia ;
- 2011 - Vysotsky. Merci d'être vivant (en) (Vysotskiy, Spasibo, chto zhivoy) de Nikita Vyssotski (fils de Vladimir Vyssotski) : Tatiana Ivleva ; récompenses : « Meilleure actrice », « Meilleur son » et « Découverte de l'année » (Dmitri Astrakhan) Nika (Moscou, 2011) et « Meilleur second rôle masculin » (Andreï Smoliakiv) Aigle d'or (Moscou , 2013) ; nominations : Semaine de cinéma russe (Berlin, 2011), Kinotavr, (Sotchi, 2012), Spoutnik au dessus de la Pologne (Varsovie, 2012), Festival de l'art russe (Cannes, 2012) et Russian Resurrection Film Festival (Australie, 2012)[13] ;
- 2012 - Les Huit premiers rendez-vous[14] (8 pervykh svidaniy) de David Dodson : Vera ; nominations : Spoutnik au dessus de la Pologne (Varsovie, 2012) et Kinotavr (Sotchi, 2012) ;
- 2012 - Suicides (Samoubiytsy) de Egor Baranov : Marina ; récompense : « Meilleur rôle masculin » (Evgueni Stytchkine) Festival international des premiers films "Esprit du feu" (Khanty-Mansiïsk, 2012) ; nominations : Festival de films comiques "Ulybnis, Rossiya" (Moscou, 2012) et Uppsala 'KinoRurik' (Stockholm, 2016)[15] ;
- 2012 - Pas pressé (Некуда спешить) : la motocycliste ;
- 2015 - Huit nouveaux rendez-vous (8 новых свиданий) : Vera ;
- 2015 - SOS Père-Noël, tout se réalise ! (SOS, Дед Мороз, или Всё сбудется!) : Olga ;
- 2015 - Lutteur (Борец) : Vera ;
- 2016 - SuperBobrovy (СуперБобровы) : Sveta ;
- 2020 : Sputnik - Espèce inconnue  (Спутник) : Tatiana Klimova
- 2021 : Chernobyl: Under Fire (Чернобыль) de Danila Kozlovski : Olga

### Télévision
- 2003 - Kamenskaya III : Illyuziya grekha (Kamenskaya III : L'Illusion du péché) : Ira Terekhina
- 2004 - Zhenshciny v igre bez pravil (Une Femme dans un jeu sans règle) : Alka
- 2005 - Zhenski roman (Roman de femme) : Xenia
- 2006 - Капитанские дети (Les Enfants du capitaine) : Polina Grinyova (Pauline Grinyova)
- 2015 - Каждому своё (La Boucle Nesterov) : Oksana (Olga)
- 2016 - To each his own (Chacun le sien) : Oksana

### Court-métrage
- 2011 - Où va la mer ? (Kuda techet more?) : la mère ; nominations : Festival international du cinéma Tarkovski "Le Miroir" (Ivanovo, 2012) et Manhattan Short Film Festival (Manhattan, 2012)[16].

## Récompenses
- 2002 - Élue « Meilleure actrice » Festival international du film de Bratislava pour le rôle de Sveta dans Les Sœurs de Sergueï Sergueïevitch Bodrov[3] ;
- 2003 - Pour le rôle de Lilya dans Lilya 4-ever de Lukas Moodysson[4] :
  - nommée « Meilleure actrice » Prix du cinéma européen ;
  - élue « Meilleure actrice » Festival international du film de Gijón, Festival du cinéma nordique de Rouen, Guldbagge Awards et Festival international du film de Stockholm ;
- 2012 - Élue « Meilleure actrice » Nika pour le rôle de Tatiana Ivleva dans Vyssotski. Merci d'être bien vivant (en) de Nikita Vyssotski[13].